# The Bats
The Bats sind eine neuseeländische Indie-Rock-Band aus Christchurch. Sie wird dem Dunedin Sound zugerechnet.

## Geschichte
Gegründet wurden The Bats 1982 vom Sänger und Rhythmusgitarristen Robert Scott, Leadgitarristin Kaye Woodward, Bassisten Paul Kean und Schlagzeuger Malcolm Grant. Die Besetzung ist bis heute konstant. Nach zahlreichen Konzerten, vor allem auf der Südinsel Neuseelands, veröffentlichte die Gruppe 1984 über das Label Flying Nun Records ihre erste EP By Night, die Platz 34 der neuseeländischen Charts erreichte. Im folgenden Jahr tourte die Band als Vorgruppe von Alex Chilton durch Europa. Bei Aufnahmen in einem Londoner Studio entstand die EP Made Up in Blue, die 1986 erschien und auch in Europa herausgegeben wurde. Der NME wählte sie nach der Veröffentlichung zur Single der Woche. Ebenfalls auf der Tournee entstanden große Teile des Debütalbums Daddy’s Highway, die in einem Tonstudio in Glasgow aufgenommen wurden. Die LP wurde schließlich in Neuseeland fertiggestellt und 1987 veröffentlicht. Auch wenn sie nicht die Charts erreichte, wurde sie im Jahr 2000 vom Musikmagazin Rip It Up auf Platz 88 der Liste der 100 besten neuseeländischen Alben aller Zeiten gewählt.
Die Band tourte immer wieder durch Neuseeland, Australien und ab 1986 auch durch die USA. Ende 1988 wurde das zweite The Bats Album The Law of Things in Wellington aufgenommen. Es erschien 1990 und erreichte Platz 38 der neuseeländischen Charts. Flying Nun Records veröffentlichte im gleichen Jahr einen Sampler mit den frühen EPs der Gruppe. 1991 erschien mit Fear of God das dritte Studioalbum, das Platz 43 der neuseeländischen Charts erreichte und in die Top 50 der französischen Charts gelangte. 1992 nahmen The Bats in einem Studio in Stoughton, Massachusetts in den USA ihr viertes Album Silverbeet auf. Dieses erschien 1993 und erreichte mit Platz 26 der neuseeländischen Charts die bis dato höchste Position einer ihrer LPs in den Chats. In den College Music Journal Charts in den USA erreichte es Platz 6. Ebenfalls im Jahr 1992 tourte die Band im Rahmen des Les Inrockuptibles Festivals mit Television und The Wedding Present durch Frankreich. 1993 spielten The Bats als Vorband von Radiohead auf deren US-Tournee. Nach dem 1995 veröffentlichten Album Couchmaster wurde einige Jahre ruhig um die Band, deren Mitglieder sich anderen musikalischen Projekten zuwendeten.
Ab 2000 spielte die Band wieder Konzerte, 2005 erschien mit At the National Grid ein neues Studioalbum. Es folgte 2009 The Guilty Office, für das The Bats 2009 durch Europa tourten. Im Jahr darauf spielten sie auf einem Benefizkonzert für die Opfer des Darfield-Erdbebens. Zudem erschien ihr Song Afternoon In Bed auf dem Soundtrack von Massy Tadjedins Film Last Night. 2011 erschien mit Free All the Monsters ein neues Album, das für den Taite Music Prize nominiert war. 2017 folgte das Album The Deep Set, für welches die Band eine Europatour absolvierte. Im November 2020 veröffentlichte die Band ihr Album Foothills, das mit Platz 13 ihre bislang höchste Position in den neuseeländischen Charts erreichte.

## Diskografie

### Studioalben
| Jahr | Titel                 | Höchstplatzierung, Gesamtwochen, AuszeichnungChartsChartplatzierungen (Jahr, Titel, Platzierungen, Wochen, Auszeichnungen, Anmerkungen) | Anmerkungen |
| Jahr | Titel                 | NZ | Anmerkungen |
| ---- | --------------------- | --- | ----------- |
| 1990 | The Law of Things     | NZ38 (2 Wo.)NZ |             |
| 1991 | Fear of God           | NZ43 (3 Wo.)NZ |             |
| 1993 | Silverbeet            | NZ26 (5 Wo.)NZ |             |
| 2011 | Free All The Monsters | NZ34 (1 Wo.)NZ |             |
| 2017 | The Deep Set          | NZ40 (1 Wo.)NZ |             |
| 2020 | Foothills             | NZ13 (1 Wo.)NZ |             |

Weitere Studioalben
- 1987: Daddy’s Highway
- 1995: Couchmaster
- 2005: At the National Grid
- 2008: The Guilty Office

### Kompilationen
- 1990: Compiletely Bats
- 2000: Thousands of Tiny Luminous Spheres
- 2014: Volume 1

### EPs
| Jahr | Titel                              | Höchstplatzierung, Gesamtwochen, AuszeichnungChartsChartplatzierungen (Jahr, Titel, Platzierungen, Wochen, Auszeichnungen, Anmerkungen) | Anmerkungen |
| Jahr | Titel                              | NZ | Anmerkungen |
| ---- | ---------------------------------- | --- | ----------- |
| 1984 | By Night                           | NZ34 (4 Wo.)NZ |             |
| 1985 | And Here Is Music For The Fireside | NZ36 (5 Wo.)NZ |             |
| 1986 | Made Up in Blue                    | NZ41 (1 Wo.)NZ |             |
| 1993 | Courage                            | NZ36 (1 Wo.)NZ |             |

Weitere EPs
- 1988: 4 Songs’
- 1994: Spill the Beans
- 1995: Afternoon in Bed

### Singles
- 1987: Block of Wood
- 1990: Smoking Her Wings
- 1991: The Black and the Blue
- 2009: Castle Lights